# ديكلوبينيل
2,6-ثنائي كلورو بنزونتريل (DCBN أو ديكلوبينيل) هو مركب عضوي له الصيغة الكيميائية {\displaystyle {\ce {C6H3Cl2CN}}}. وهو عبارة عن مادة صلبة بيضاء قابلة للذوبان في المذيبات العضوية. يستخدم على نطاق واسع كمبيد أعشاب وكتلة بناء في الكيمياء العضوية. تُشير الأرقام 2 و6 في بداية اسم المركب إلى المواقع التي توجد فيها ذرات الكلور في جزيء البنزونتريل.

## آلية العمل

Dichlobanil

لها خصائص مبيدات الأعشاب تقتل الشتلات الصغيرة من كل من أنواع مونوكوت أحاديات الفلقة وثنائيات الفلقة.

## السلامة
في ولاية كاليفورنيا الأمريكية أفادت وزارة الزراعة، "الديكلوبينيل يقتل جذور العديد من الأنواع، لكن ليس جميعها، القتل لا يمتد إلى ما هو أبعد من الجزء المبلل بالفعل.
مؤسسة الغذاء والدواء الأمريكية ذكرت الديكلوبينيل في تقرير عنونته «قمع مبيدات الحشائش من السرخس وآثاره على إنتاج الأعلاف».
أفادت وزارة الطاقة الأمريكية-إدارة الطاقة بونيفيل «امكانيات عالية» لدخول ثنائي كلوبينيل إلى المياه الجوفية.